# Jean-Charles Valladont
Jean-Charles Valladont (Besançon, 20 marzo 1989) è un arciere francese.

## Biografia
Nel 2013 prende parte ai Campionati mondiali di tiro con l'arco a Belek, dove ottiene un bronzo nella gara a squadre.

## Palmarès
- Giochi olimpici

Rio de Janeiro 2016: argento nell'individuale.
Parigi 2024: argento nella gara a squadre maschili.
- Campionati mondiali di tiro con l'arco

Belek 2013: bronzo nella gara a squadre.
Città del Messico 2017: argento nella gara a squadre.
- Giochi europei

Minsk 2019: oro nella gara a squadre.